# Јохан Фридрих Хорнер
Јохан Фридрих Хорнер (Цирих, 27. март 1831 — Цирих, 20. децембар 1886) је био швајцарски очни лекар (офталмолог) који је живео и радио на Универзитету у Цириху, Швајцарска. Познат по епониму Хорнеров синдром, који је он први описао.
У својој каријери, објавио је око 40 радова из области офталмологије у којима је описао бројне поремећаје функција ока.